# Born to Be Yours
Born to Be Yours è un singolo del DJ norvegese Kygo e del gruppo musicale statunitense Imagine Dragons, pubblicato il 15 giugno 2018.

## Descrizione
L'11 giugno 2018 Kygo ha condiviso la collaborazione sui suoi social media con un'immagine sua con tutti i membri degli Imagine Dragons, postando un commento al post con un emoji di note musicali.

## Video musicale
Il videoclip del brano è stato pubblicato il 27 luglio 2018.

## Tracce
Testi e musiche di Kygo e Imagine Dragons.
1. Born to Be Yours – 3:13

## Classifiche
| Classifica (2018)              | Posizione massima |
| ------------------------------ | ----------------- |
| Australia                      | 18                |
| Austria                        | 12                |
| Belgio (Vallonia)              | 26                |
| Canada                         | 41                |
| Francia                        | 14                |
| Germania                       | 22                |
| Irlanda                        | 19                |
| Italia                         | 44                |
| Norvegia                       | 4                 |
| Nuova Zelanda                  | 23                |
| Paesi Bassi                    | 36                |
| Regno Unito                    | 54                |
| Spagna                         | 90                |
| Stati Uniti                    | 74                |
| Stati Uniti (dance/electronic) | 7                 |
| Svezia                         | 4                 |
| Svizzera                       | 5                 |